# Szilágyi György (statisztikus)
Szilágyi György (Budapest, 1929. november 2. – 2022. július 20. vagy előtte) állami díjas közgazdász, statisztikus, sportvezető, egyetemi tanár, a közgazdaság-tudomány (akadémiai) doktora. Statisztikusi és egyetemi állása mellett több évig labdarúgó-játékvezetőként tevékenykedett. 1997–2000 között a Magyar Statisztikai Társaság (MST) elnöke.

## Pályafutása

### Nemzeti játékvezetés
Középiskolájában, az érettségi előtt szerveztek játékvezetői tanfolyamot. 1948-ban tizenegyen kitüntetéssel végezték el a játékvezetői vizsgát. Azonnal bevonták a Budapesti Labdarúgó-szövetség oktatási munkájába. Különböző szintű labdarúgó mérkőzéseken sajátította el a szükséges tapasztalatokat. Ellenőreinek, sportvezetőinek javaslatára lett az országos játékvezetők tagja. A játékvezetést egészségi okok miatt kellett befejeznie.

## Sportvezetői pályafutása
1964-től a Magyar Labdarúgó-szövetség (MLSZ) Játékvezető Bizottság (JB) országos oktatói bizottságának elnöke. Fiatalon került be a bizottságba, előbb "tanársegéd" egy-egy tanfolyamon, majd jegyző, egy év után póttag, újabb egy év múlva teljes jogú tag lett. 1966-tól a FIFA játékszabály és játékvezetői technika illetve taktika oktatója (instruktora), különféle bizottságának tagja. Az MLSZ Nemzetközi osztályának munkatársa. 1973–1974 között az MLSZ JB elnöke volt. 1967-ben több afrikai országban (Ghána, Libéria, Nigéria) tartott játékvezetői tanfolyamot. 1973-ban a FIFA Szabályalkotó Testületének (IB) tagja, egyben a FIFA JB és az UEFA JB  tagja. 1975-ben megszűnt az UEFA JB tagsága. 1989–1999 között a Magyar Labdarúgó-szövetség elnökségi tagja volt. 1991-ben újra beválasztották az UEFA Ifjúsági Bizottságába, egyben a létrehozott Fair Play Bizottság egyik tagja lett.

## Írásai
Játékvezetői felkészültsége, nyelvismerete lehetővé tette, hogy a nemzetközi labdarúgás játékvezetői szabályait magyar nyelvre fordította. Évtizedeken keresztül az általa javított, kiegészített szabálykönyvön nevelkedett fel a játékvezetők sokasága. A Játékvezető szaklap szakírója. A FIFA News közölte A játékvezető szellemi és fizikai felkészülése című írását. 1972-ben a  FIFA Newsban megjelent az Új irányzatok a játékvezetés birodalmában című írása.

## Sikerei, díjai
Magas szintű játékvezetői vizsgájuk elismeréseként Dr. Ábrai Zsigmondtól, az MLSZ JT elnökségének tagjától MLSZ jelvényt kapott. 1999-ben az MLSZ közgyűlése a szövetség tiszteletbeli elnökének választotta.

## Kötetek
- Tizenhat ország bruttó hazai termékének nemzetközi összehasonlítása. 1973; szerk. Szilágyi György, Ráth Szabolcs; Központi Statisztikai Hivatal, Bp., 1978
- A labdarúgás játékszabályai. A FIFA, UEFA szabályok hiteles magyar nyelvű kiadása; szerk. Szilágyi György, Nagy Miklós, Hornyák Lajos; Cedit, Bp., 1994
- A bruttó hazai termék nemzetközi összehasonlítása, 1996; Központi Statisztikai Hivatal, Bp., 1999

## Díjai
- Állami Díj (1988)
- A Magyar Köztársasági Érdemrend kiskeresztje (1996)
- Orth György-díj (1997)
- Eötvös József-koszorú (MTA) (2008)